# Arctica islandica
Arctica islandica е соленоводна мида от семейство Arcticidae и единствен съвременен вид от древния род Arctica. Видът обитава северните части на Атлантическия и южните на Северен ледовит океан – от бреговете на Испания до северното крайбрежие на САЩ. През 2006 и 2007 г. анализ на наслояванията на черупките на няколко екземпляра от това мекотело, събрани по крайбрежието на Исландия, показва максимална възраст от над 500 години, което прави Arctica islandica най-дълго живеещото известно животно на Земята.
Arctica islandica се храни посредством филтрация на детрита и планктона. Разделнополови организми са, оплождането е външно, а ларвата е велигерова.

## Продължителност на живота
През октомври 2007 г. изследователи от Бангорския университет в Уелс определят, че възрастта на мекотело, уловено край исландското крайбрежие, възлиза на 405 до 410 години. Възрастта е установена чрез метода на склерохронологията, т.е. чрез пробиване на черупката и преброяване на нейните слоеве (аналогично на метода дендрохронология при дърветата). По-късно е потвърдено, че максималната продължителност на живота на този вид надвишава 500 години. Такава възраст прави мекотелите от този вид най-дълго живеещите животни с потвърдена максимална възраст. За рекордьор по продължителност на живота сред тях е признат екземплярът, наречен Мин, чиято възраст е определена на 507 години.